# Vescours
Vescours ist eine französische Gemeinde im Département Ain in der Region Auvergne-Rhône-Alpes. Sie gehört zum Kanton Replonges im Arrondissement Bourg-en-Bresse.

## Lage
Die Gemeinde Vescours liegt in der Bresse, an der Grenze zum Département Saône-et-Loire und an der Quelle der Voye, 15 Kilometer südöstlich von Tournus. Sie grenzt im Norden an Romenay, im Osten an Saint-Trivier-de-Courtes, im Süden an Chavannes-sur-Reyssouze, im Südwesten an Arbigny und im Nordwesten an Sermoyer.

## Bevölkerungsentwicklung
| Jahr                       | 1962 | 1968 | 1975 | 1982 | 1990 | 1999 | 2006 | 2014 | 2021 |
| -------------------------- | ---- | ---- | ---- | ---- | ---- | ---- | ---- | ---- | ---- |
| Einwohner                  | 251  | 225  | 198  | 181  | 184  | 191  | 199  | 246  | 219  |
| Quellen: Cassini und INSEE |      |      |      |      |      |      |      |      |      |

## Sehenswürdigkeiten
- Kirche Notre-Dame-de-l’Assomption
- Schloss Mont Simon
- Bauernhof Ferme de Locel, Monument historique
- Bauernhof Ferme de Montalibord, Monument historique

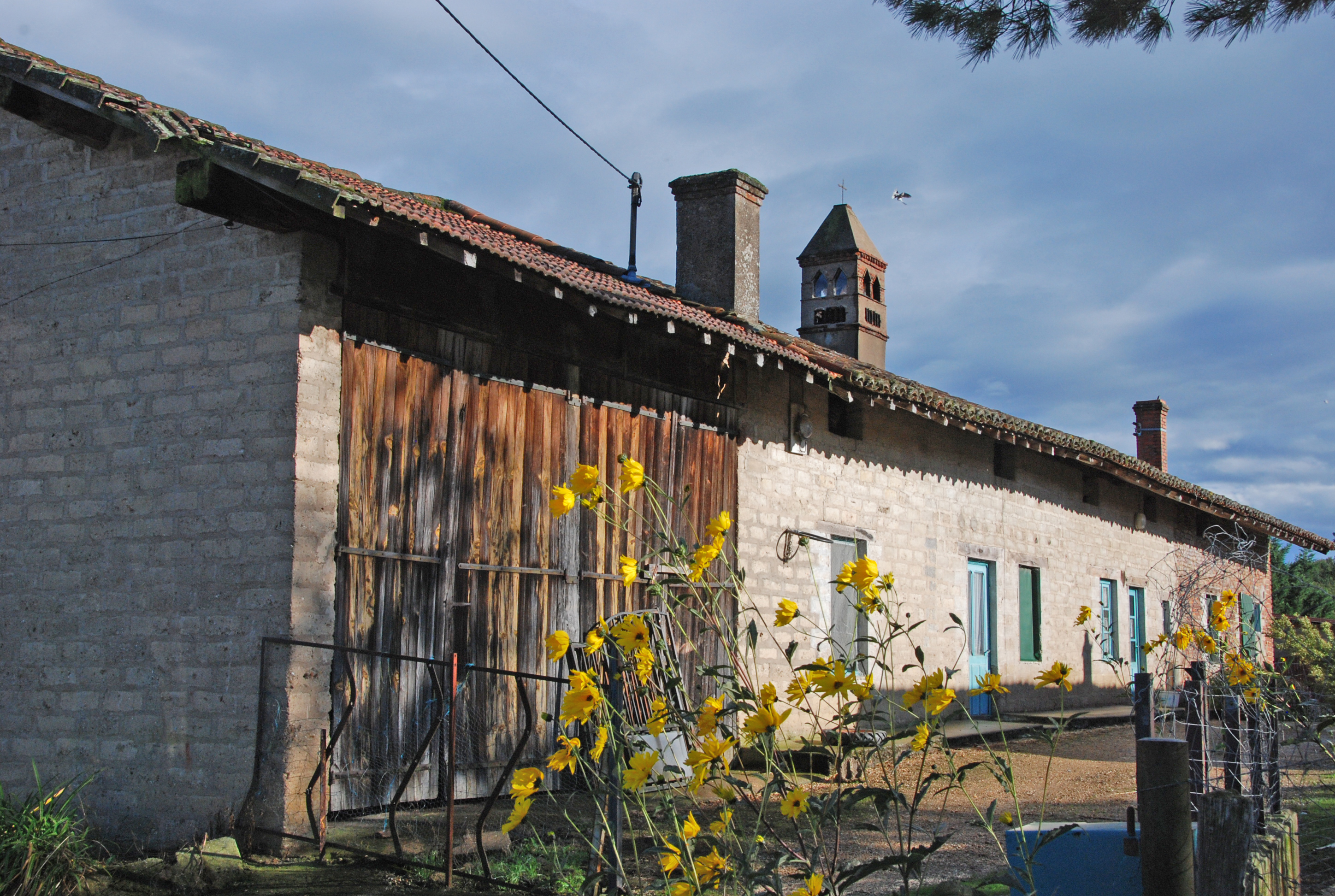
Ferme de Locel
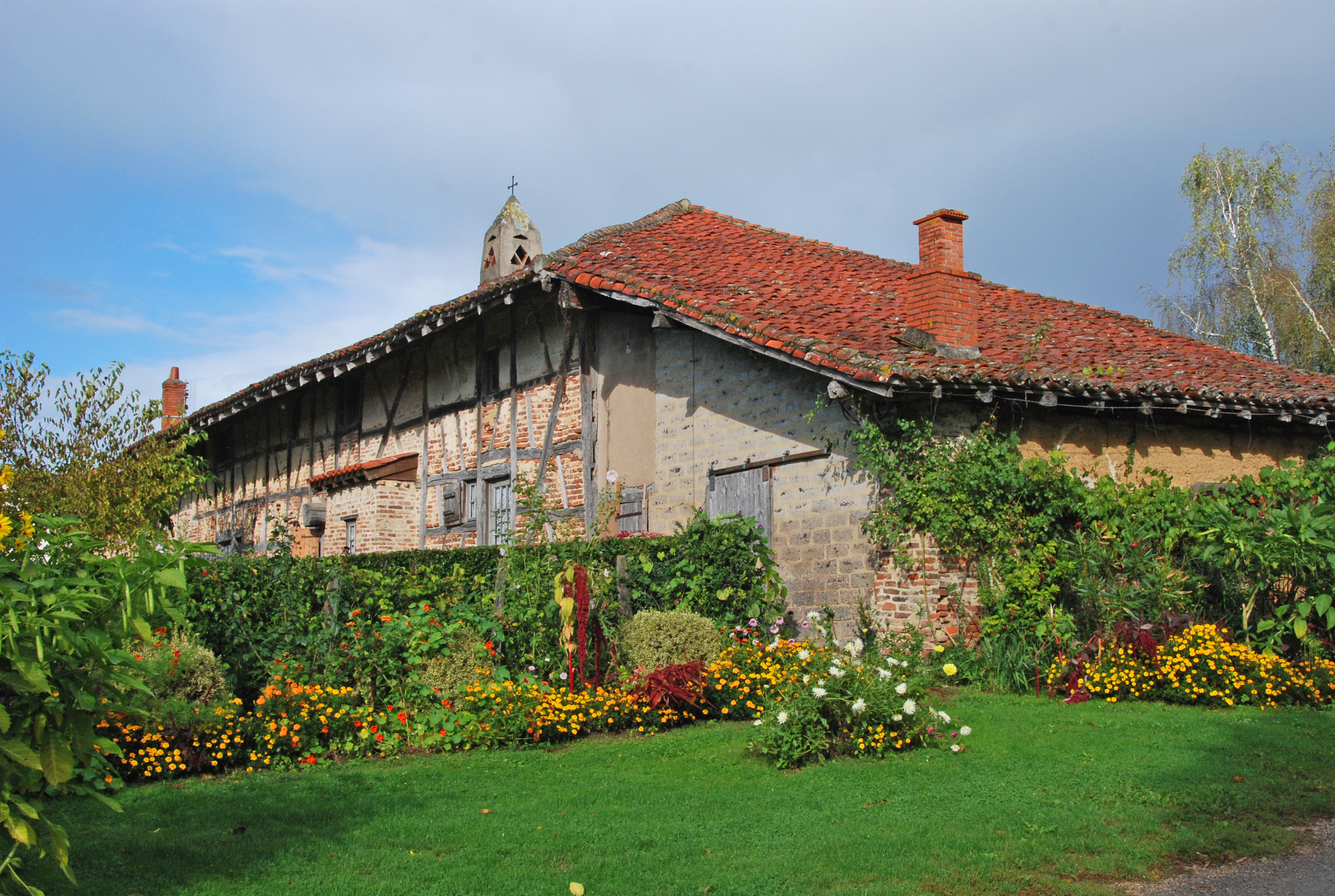
Ferme de Montalibord
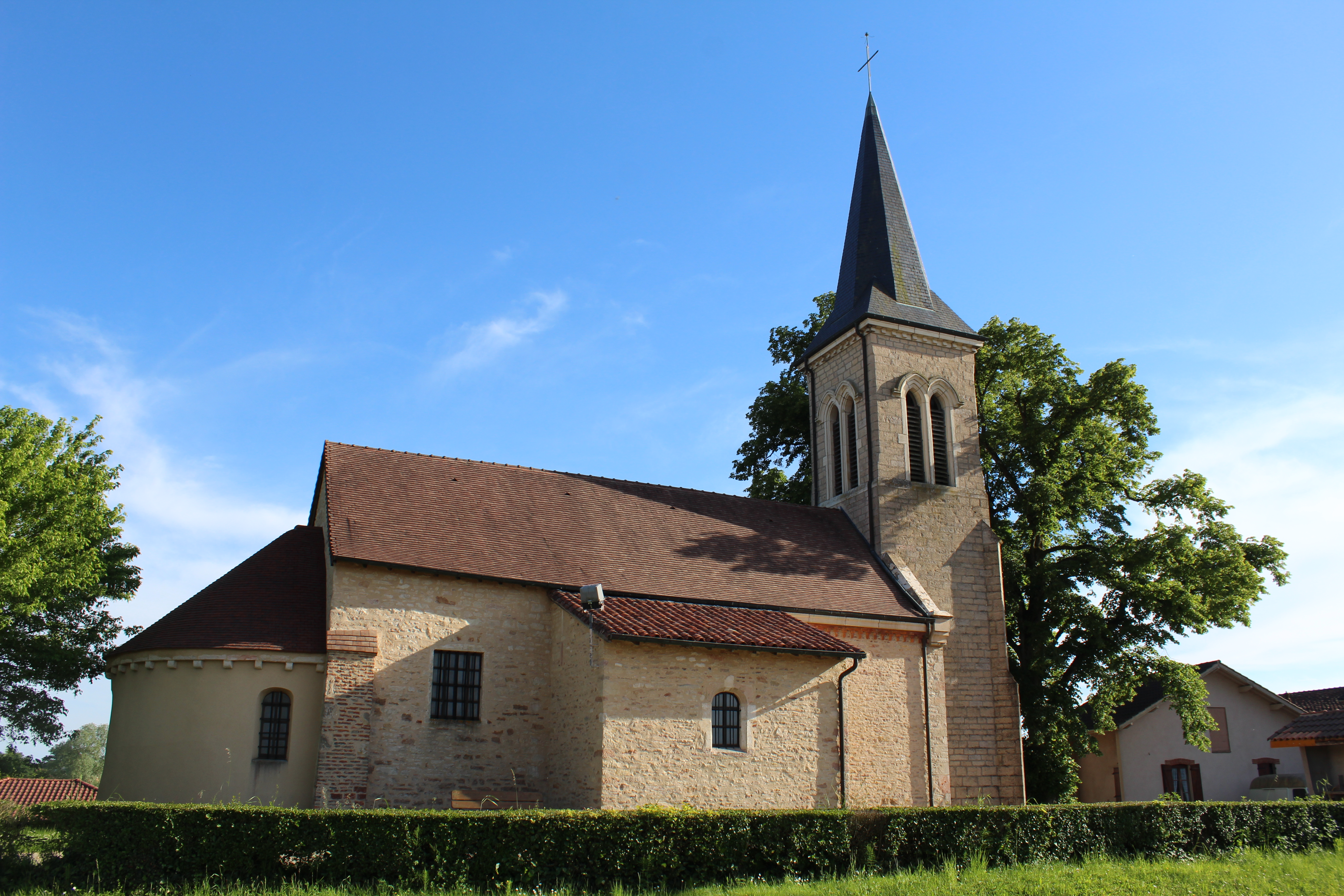
Kirche Notre-Dame-de-l’Assomption
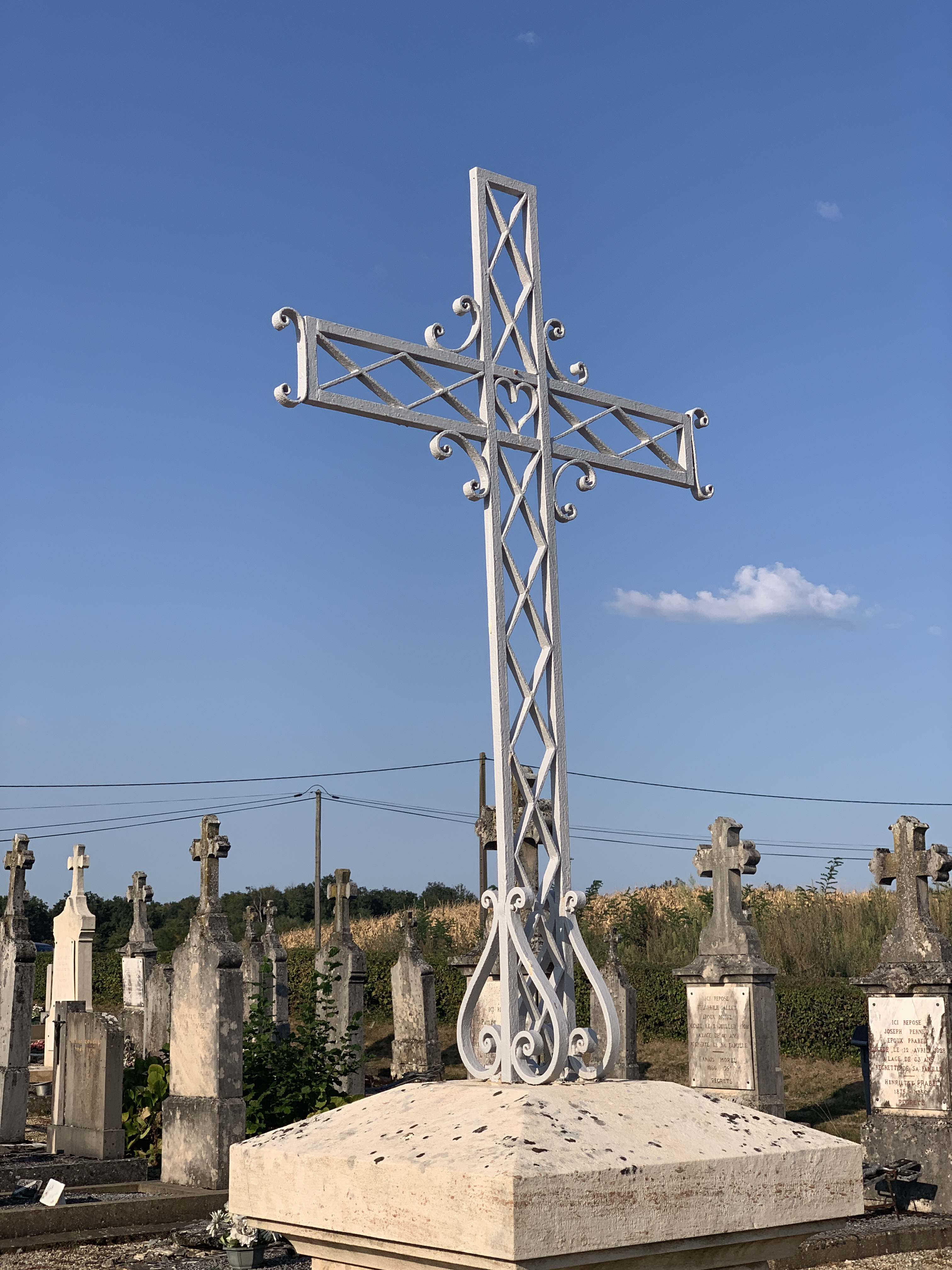
Friedhofskreuz
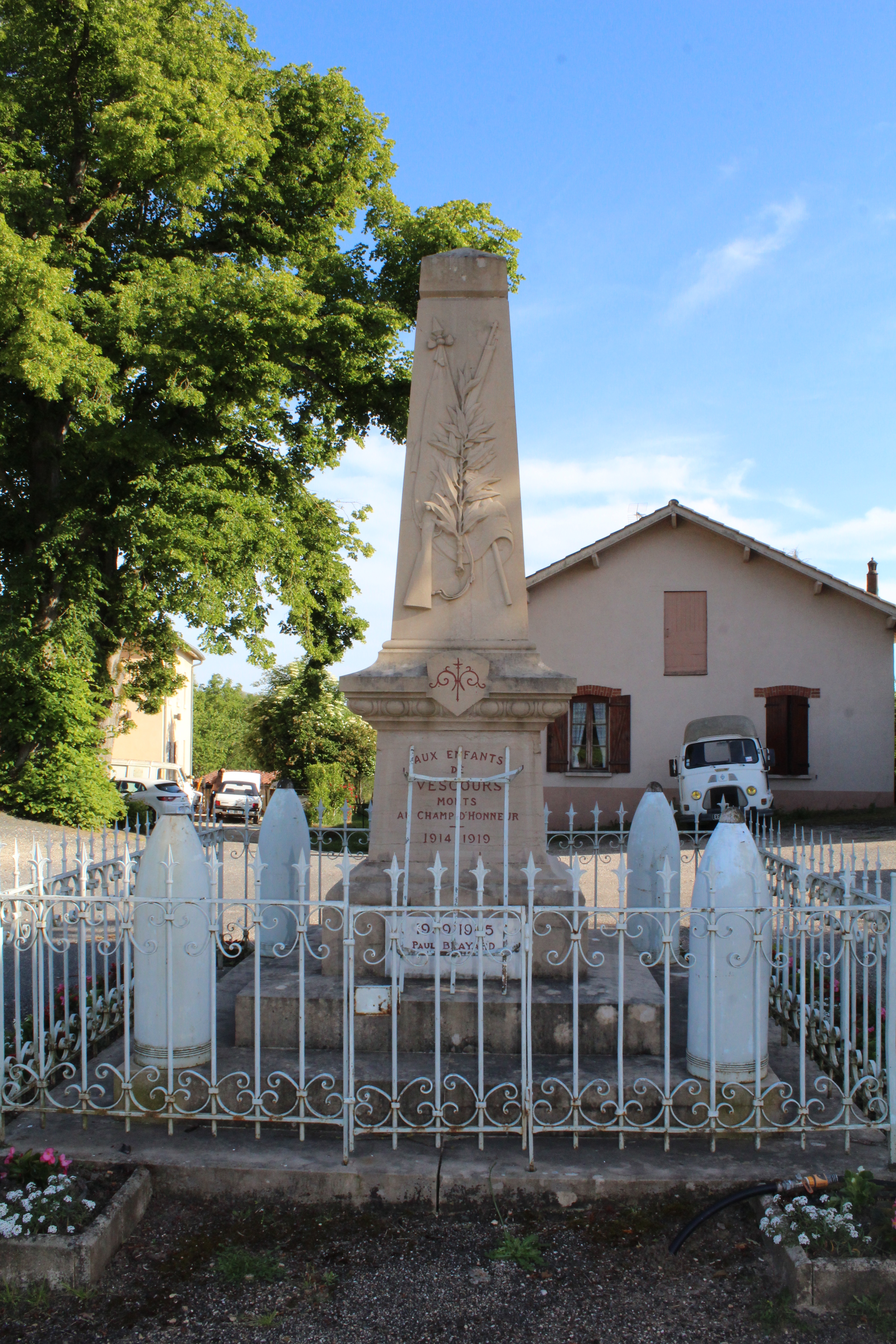
Gefallenendenkmal